# Frank Schira
Frank Thorsten Schira (* 14. April 1964 in Hamburg) ist ein deutscher Politiker (CDU). Von 1997 bis 2015 war er Mitglied der Hamburgischen Bürgerschaft, ab 2011 als deren Erster Vizepräsident. Von 2008 bis März 2011 war er Fraktionsvorsitzender seiner Partei in der Hamburgischen Bürgerschaft und von 2010 bis 2011 Landesvorsitzender der CDU Hamburg. 

## Leben
Frank Schira wuchs in Hamburg-Steilshoop im Bezirk Wandsbek auf. In seiner Jugend war er als Ministrant tätig und absolvierte 1986 sein Abitur an der Staatlichen Handelsschule mit Wirtschaftsgymnasium Wendenstraße. Im Anschluss schloss er 1988 eine kaufmännische Ausbildung in Hamburg mit der Kaufmannsgehilfenprüfung als Bürokaufmann ab. Bis 2008 war er als Kaufmännischer Angestellter in dem privaten Altenheim Residenz an der Mühlenau des ehemaligen Bürgerschaftsabgeordneten Michael Fuchs in Eidelstedt tätig.

## Politik
Schira trat 1979 in die Junge Union Hamburg und ein Jahr später in die CDU ein. Er war CDU-Vorsitzender im Alstertal und Kreisvorsitzender der CDU in Wandsbek. Von 1993 bis 1997 war er Abgeordneter in der Bezirksversammlung Wandsbek.
Seit dem 8. Oktober 1997 war er Abgeordneter der Hamburgischen Bürgerschaft. Dort war er von 2001 bis 2004 Parlamentarischer Geschäftsführer und sozialpolitischer Sprecher der CDU-Bürgerschaftsfraktion. Ab 2004 war er Fraktionsvize und im März 2008 löste er Bernd Reinert als Vorsitzenden der CDU-Fraktion ab.
Frank Schira sitzt im Sozialausschuss und Verfassungsausschuss sowie im Sonderausschuss Verwaltungsreform und ist für seine Fraktion Fachsprecher für Soziales.
Da am 1. März 2010 der Hamburger Finanzsenator Michael Freytag auf einer Landesmitgliederversammlung unerwartet angekündigt hatte, dass er von all seinen politischen Ämtern zurücktritt, wählte noch am gleichen Tag der CDU-Landesvorstand Schira einstimmig zum kommissarischen Landesvorsitzenden der CDU in Hamburg. Am 26. Juni 2010 wählte ihn der Landesparteitag mit 87 % ins Amt.
Nachdem am 18. Juli 2010 Ole von Beust seinen Rücktritt bekanntgegeben hatte, schlugen er und Schira dem CDU-Landesvorstand vor, den amtierenden Innensenator Christoph Ahlhaus als Beust-Nachfolger zu wählen. Diesen Vorschlag nahm der Landesvorstand einstimmig an.
Schira erhielt bei der Bürgerschaftswahl 2011 über den zweiten Landeslistenplatz wieder ein Mandat für die Bürgerschaft. Er erklärte jedoch nach der Wahlniederlage der CDU am 21. Februar 2011 seinen Rücktritt als Landesvorsitzender. Bei der konstituierenden Sitzung der Hamburgerischen Bürgerschaft am 7. März 2011 wurde er zum Ersten Vizepräsidenten der Bürgerschaft gewählt.
Bei der Bundestagswahl 2013 war Schira Direktkandidat der CDU im Wahlkreis Wandsbek, erhielt jedoch weniger Stimmen als Aydan Özoğuz von der SPD. Auf der Landesliste war Schira nicht vertreten, nachdem er bei den Abstimmungen um die Listenplätze vier und fünf Dirk Fischer und Jürgen Klimke unterlag.
Im September 2014 unterlag er bei der Aufstellung der Landesliste für die Bürgerschaftswahl 2015 Henri Schmidt und trat anschließend von seinem Amt als Kreisvorsitzender der CDU in Wandsbek zurück.